# Искра (Алтайский край)
Искра — село в Солонешенском районе Алтайского края, в составе Солонешенского сельсовета, в 16 км от с. Солонешное.

## География

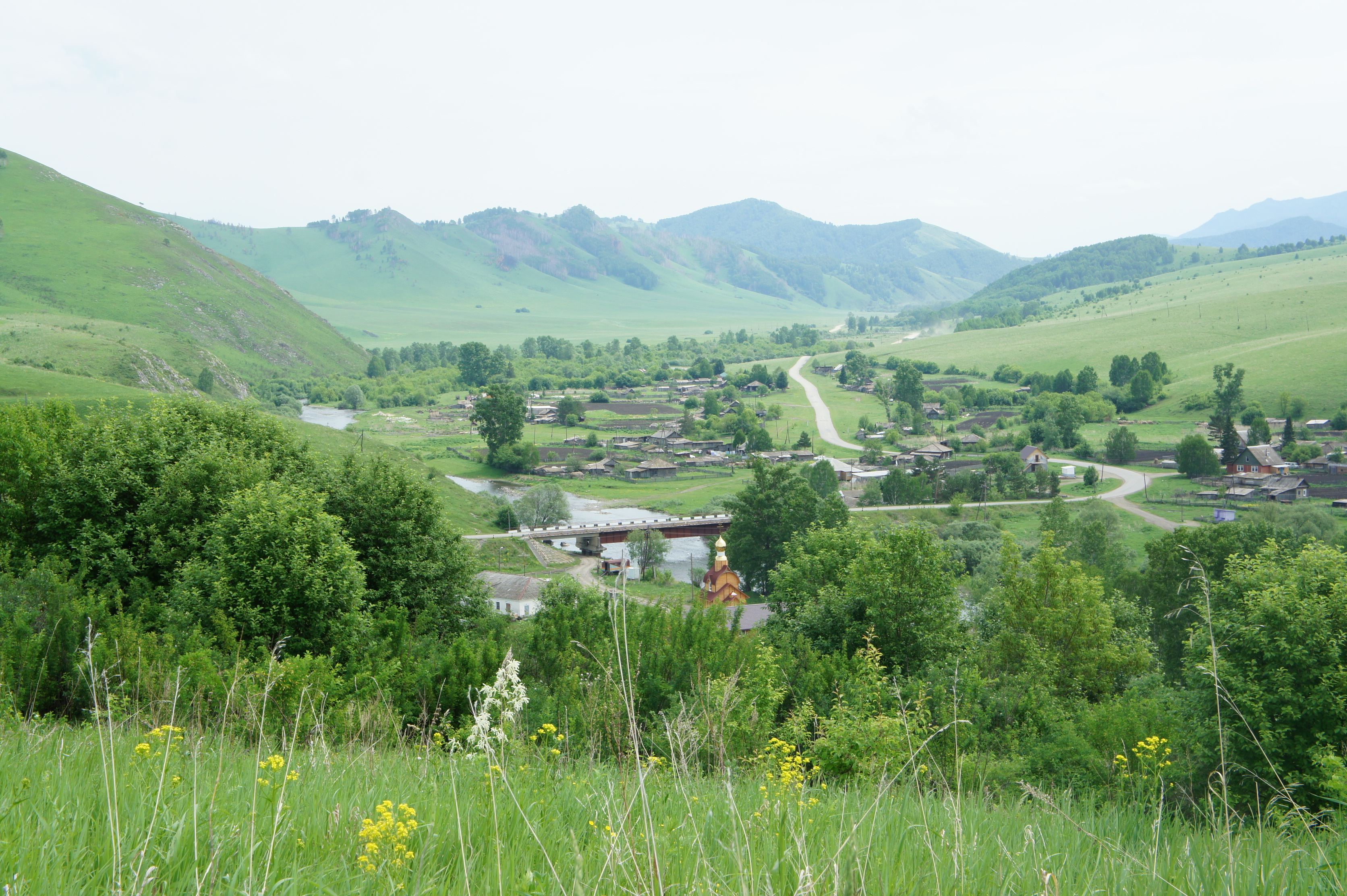

Расположено на берегах реки Ануй выше впадения левого притока Черновой Ануй и ниже впадения левого притока Дурнушка. В четырёх километрах к югу от села возвышается гора Единец (1028 м над уровнем моря).
В селе имеются четыре улицы: Береговая, Центральная, Школьный переулок, Весёлый переулок

## История
Основано в 1896 г. В 1928 году деревня Колбино состояла из 63 хозяйств, основное население — русские. В административном отношении являлся центром Колбинского сельсовета Солонешенского района Бийского округа Сибирского края.

## Население
| 1926 | 1997 | 1998 | 1999 | 2000 | 2001 |
| ---- | ---- | ---- | ---- | ---- | ---- |
| 288  | ↘231 | ↗242 | ↗255 | ↗257 | ↘241 |
| 2002 | 2003 | 2004 | 2005 | 2006 | 2007 |
| ↘235 | ↗255 | ↘239 | ↘229 | ↘215 | ↘204 |
| 2008 | 2009 | 2010 | 2011 | 2012 | 2013 |
| ↘196 | ↘183 | ↘170 | ↘169 | ↘162 | ↘156 |

Национальный состав
Согласно результатам переписи 2002 года, в национальной структуре населения русские составляли 97 %.
По данным сайта Солонешенского сельсовета, в селе по состоянию на 2011 г. имеется 73 хозяйства, в которых проживает 188 человек.

## Достопримечательности
В селе на правом берегу реки Ануй, недалеко от автомобильного моста, расположена группа небольших, легкодоступных без специальной подготовки пещер.